# Абу Сейф, Салах
Салах Абу Сейф (араб. صلاح أبوسيف‎, Ṣalāḥ Abū Sayf; 10 мая 1915 — 23 июня 1996) — египетский режиссёр и сценарист. Он считается «крёстным отцом» реалистичного кино в Египте. Многие из 41 фильма, которые он снял, считаются египетской классикой.

## Биография
Родился в Каире, в квартале Булак.
Салах Абу Сейф снял больше, чем кто-либо другой, фильмов на основе арабских романов и небольших новелл (17 фильмов); его фильм  Bidaya wa nihaya (1960) был первым фильмом, поставленным по роману, написанному лауреатом Нобелевской премии по литературе Нагибом Махфузом.
В 1977 году он был членом жюри на 10-м Московском международном кинофестивале.